# My Słowianie
„My Słowianie” este un cântec interpretat de Donatan și Cleo care a reprezentat Polonia la Concursul Muzical Eurovision 2014, piesa a intrat în finală și s-a clasat pe locul 14, cu un total de 62 puncte.
Piesa a ajuns pe locul secund în clasamentul Polish Airplay Chart.
Videoclipul a fost lansat în data de 4 noiembrie 2013, fiind regizat de Piotr Smoleński și filmat  în Muzeul Agriculturii din Ciechanowiec. În mai puțin de trei săptămânii, videoclipul a atins cifra de 15 milioane de vizualizări pe YouTube, iar până în luna mai a anului 2014 a strâns mai mult de 44 milioane de vizualizări pentru versiunea poloneză și aproximativ 6 milioane de vizualizări pentru versiunea în limba engleză (postate pe canalul VEVO și cel oficial al Eurovisionului de pe YouTube), astfel "My Słowianie" a devenit cel mai popular cântec din istoria Eurovisionului în opinia utilizatorilor de internet. 

## Clasament
| Clasament (2013–14)             | Poziția maximă |
| ------------------------------- | -------------- |
| Polonia (Polish Airplay Top 20) | 2              |
| Polonia (Dance Top 50)          | 7              |